# Tortuga
Tortuga (fr. Île de la Tortue) – wyspa na Morzu Karaibskim, u północnych wybrzeży Haiti, ok. 2 km od miasta Port-de-Paix.
Wyspa otrzymała nazwę Tortuga del Mar (z hiszp. „żółw morski”) ze względu na charakterystyczne ukształtowanie terenu, nasuwające skojarzenia ze skorupą żółwia.

## Historia
Wyspę początkowo zamieszkiwali Indianie, którzy zostali zasymilowani lub wymordowani do połowy XVII w. Po dotarciu tu Europejczyków Tortuga, podobnie jak pobliska Hispaniola, została skolonizowana przez Hiszpanów. Już w początkach XVII w. zostali oni jednak wyparci przez Francuzów. Pozostałością po hiszpańskim panowaniu jest dzisiejsza nazwa wyspy. W 1629 Hiszpanie, w których rękach pozostawała cała wyspa Hispaniola, pod dowództwem Fabrique de Toledo zaatakowali kolonistów francuskich, by odzyskać wyspę, jednak atak został odparty. W późniejszym czasie, kiedy Francuzi umocnili się na wyspie, wyprawiali się na Hispaniolę na polowania dla skór, które następnie eksportowane były do Francji. W 1630 wyspa została podzielona między Anglię i Francję. W 1633 do pracy na plantacjach sprowadzono pierwszych czarnoskórych niewolników z Afryki.
Od 1640 bukanierzy, dysponujący królewskimi zezwoleniami i rezydujący na wyspie, urządzali ataki na przepływające w cieśninie między Tortugą a Hispaniolą statki hiszpańskie. Wkrótce wyspa stała się zresztą główną siedzibą piratów na Karaibach, napadających na pływające po Morzu Karaibskim statki, a piractwo szybko stało się dla mieszkańców wyspy głównym źródłem dochodu. Kres temu położono dopiero u schyłku XVII w. W 1684, na podstawie porozumienia w Ratyzbonie, Francja i Hiszpania zgodziły się skończyć z piractwem, bukanierzy przeszli na służbę królewską, ci zaś, którzy nie zgodzili się podporządkować, zostali uwięzieni i powieszeni. Do 1688 walka z piratami na Tortudze została praktycznie zakończona.